# Opoj
Opoj es un municipio del distrito de Trnava en la región de Trnava, Eslovaquia, con una población estimada a final del año 2024 de 1344 habitantes.
Se encuentra ubicado en el centro de la región, cerca del río Váh (cuenca hidrográfica del Danubio) y de la frontera con la región de Bratislava.

## Demografía
| Año        | 1994 | 2004    | 2014     | 2024     |
| ---------- | ---- | ------- | -------- | -------- |
| Población  | 788  | 801     | 1028     | 1344     |
| Diferencia |      | +1,64 % | +28,33 % | +30,73 % |

| Año        | 2023 | 2024    |
| ---------- | ---- | ------- |
| Población  | 1335 | 1344    |
| Diferencia |      | +0,67 % |